# Wielki Okap nad Zastudniem
Wielki Okap nad Zastudniem – jaskinia w lesie na wzniesieniu po północnej stronie Zastudnia należącego do wsi Suliszowice. Pod względem geograficznym jest to obszar Wyżyny Częstochowskiej wchodzący w skład Wyżyny Krakowsko-Częstochowskiej. Administracyjnie znajduje się na terenie wsi Siedlec w województwie śląskim, w powiecie częstochowskim, w gminie Janów.

## Opis obiektu
Wielki Okap znajduje się na południowo-wschodniej ścianie skały, która przez wspinaczy skalnych nazywana jest Czarnym Psem. Ma rozciągłość 11 m, wysokość do 8 m i wysięg do 5 m. W środkowej części okapu, u podstawy ściany jest owalny otwór o wymiarach 0,7 × 0,4 m. Za otworem wnika w skałę ślepo kończący się korytarzyk o długości 2,5 m.
Okap powstał w późnojurajskich twardych wapieniach skalistych. Jego korytarzyk powstał w wyniku zjawisk krasowych, być może jest pozostałością większej jaskini, która z czasem uległa zniszczeniu. Spąg pod okapem jest próchniczny z licznymi popiołami często tu palonych ognisk. Dno korytarzyka to skalisty spąg z drobnym rumoszem skalnym. Brak nacieków. U wejścia do korytarzyka jest skalna, skośna płyta o wymiarach 3 × 1,5 m.

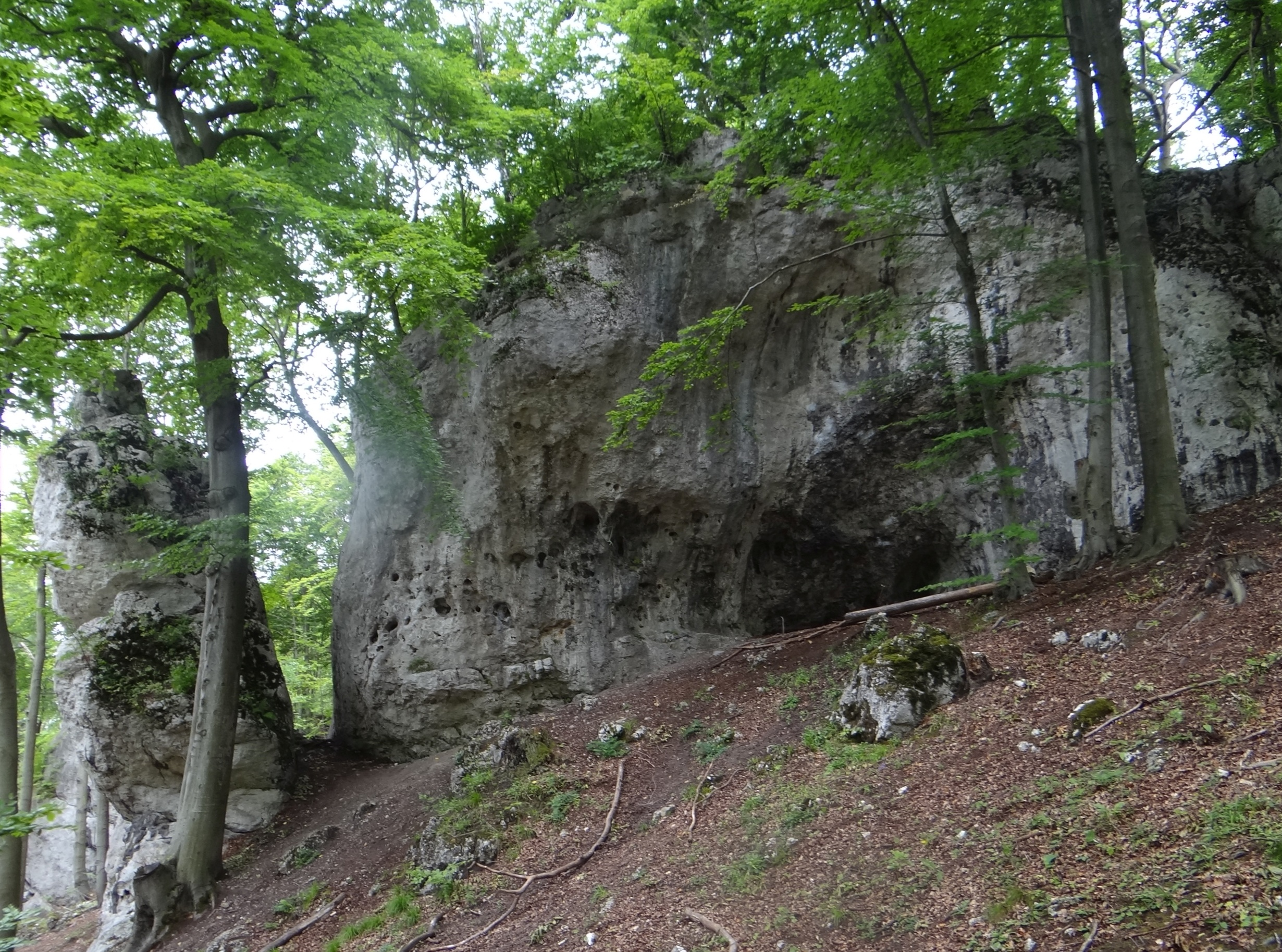
Ściana Czarnego Psa z Wielkim Okapem
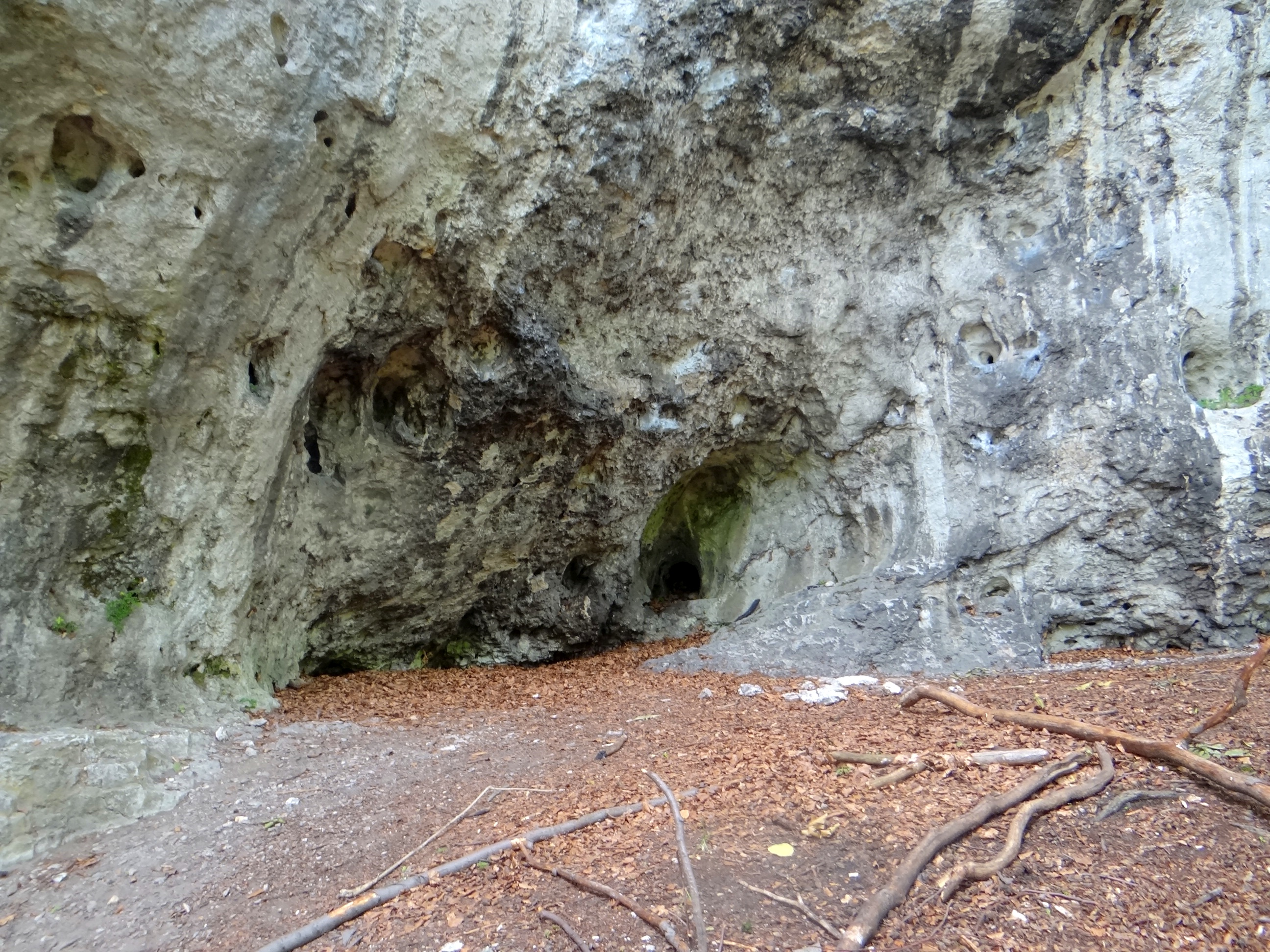
Otwór korytarzyka
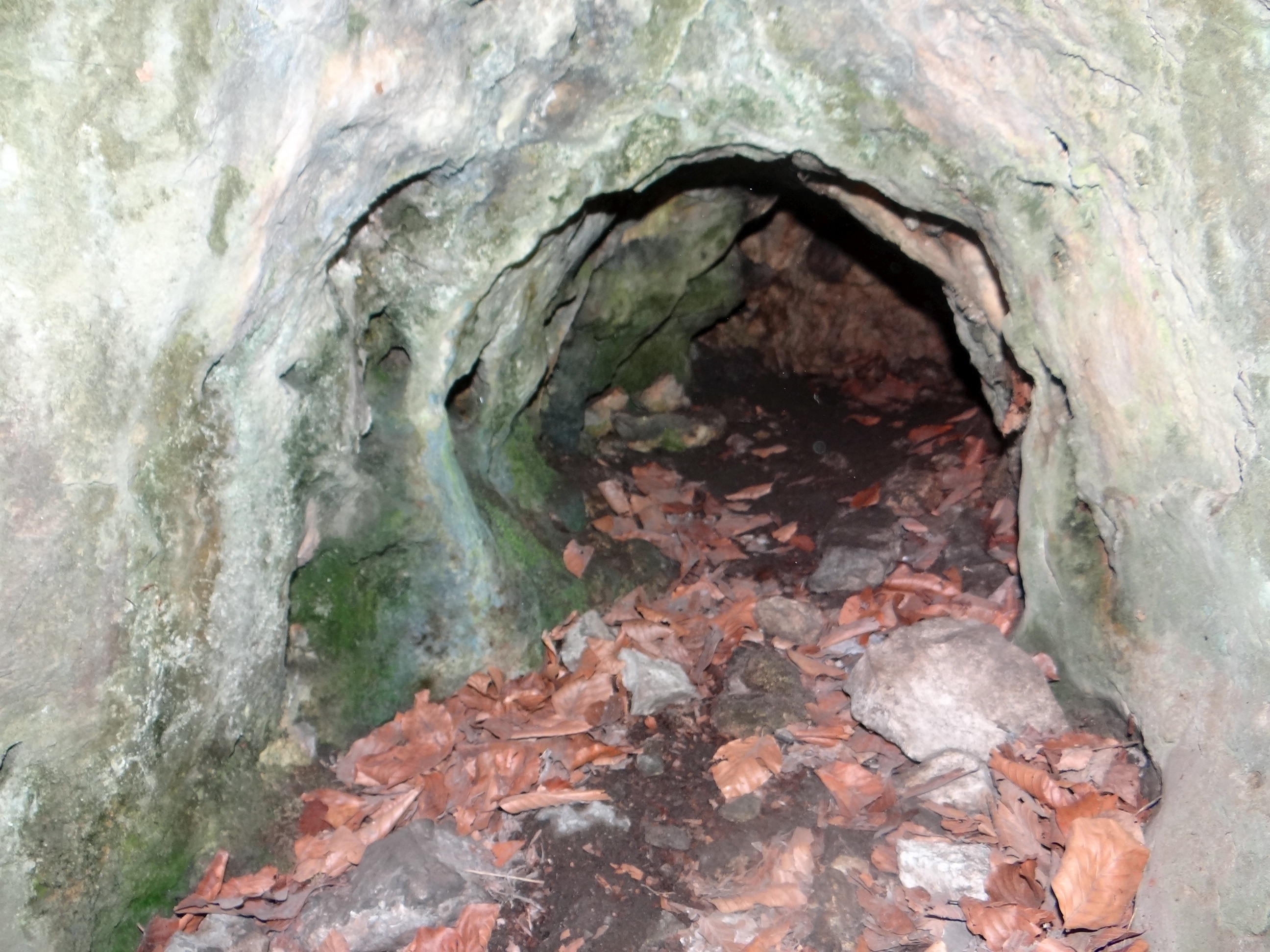
Korytarzyk

Okap po raz pierwszy opisany został przez M. Czepiela w lutym 2001 r. On też wykonał jego plan.